# Charles Messier
Charles Messier (26. lipnja 1730., Badonviller, Francuska - 12. travnja 1817., Pariz, Francuska) bio je francuski astronom koji je ostao zapamćen po objavljivanju astronomskog kataloga s poznatim objektima koji su kasnije nazvani "Messierovim objektima".

## Messierov život
Messier je rođen u Badonvilleru francuskoj pokrajini Lorraine, kao deseto od dvanaestero djece Françoise B. Grandblaise i Nicolasa Messiera. Šestero je njegove braće i sestara umrlo u djetinjstvu, a 1741. umro mu je i otac. Charlesov interes za astronomiju potaknula je pojava spektakularnog velikog šesterorepog kometa iz 1744. i pomrčina Sunca vidljiva iz njegovog rodnog grada 25. srpnja 1748.
1751. godine počeo je raditi za Josepha Nicolasa Delislea, astronoma Francuske mornarice, koji mu je rekao da pažljivo bilježi sva promatranja. Messierovo prvo dokumentirano promatranje bilo je ono Merkurovog tranzita 6. svibnja 1753.
1764. godine postao je član Kraljevskog društva, a 1769. godine izabran je za člana Švedske kraljevske akademije znanosti. 30. lipnja 1770. postao je član Francuske akademije znanosti.
Messier je otkrio trinaest kometa:
- C/1760 B1 (Messier)
- C/1763 S1 (Messier)
- C/1764 A1 (Messier)
- C/1766 E1 (Messier)
- C/1769 P1 (Messier)
- D/1770 L1 (Lexell)
- C/1771 G1 (Messier)
- C/1773 T1 (Messier)
- C/1780 U2 (Messier)
- C/1788 W1 (Messier)
- C/1793 S2 (Messier)
- C/1798 G1 (Messier)
- C/1785 A1 (Messier-Mechain)

## Vanjske poveznice
- Amaterske snimke Messierovih objekata